# Aljucén
Aljucén es un municipio español, perteneciente a la provincia de Badajoz (comunidad autónoma de Extremadura). Su población en 2016 era de 249 habitantes según el INE. En el año 2021, el municipio cuenta con 216 habitantes. 

## Situación
Se encuentra cercano a la frontera interprovincial entre Badajoz y Cáceres. Pertenece a la comarca de Tierra de Mérida - Vegas Bajas y al Partido judicial de Mérida.
Desde el núcleo de la población se accede al parque natural de Cornalvo. 
Se encuentra en plena Vía de la Plata en la frontera entre las provincias de Badajoz y Cáceres y Pertenece a la Comarca de Tierra de Mérida- Vegas Bajas a tan solo 17 km de la capital de Extremadura.

## Clima
Aljucén tiene un clima mediterráneo, con largos meses de sequía en verano, aunque a veces modificado por una influencia Atlántica, su temperatura media anual no sobrepasa los 16 °C. Los veranos son muy calurosos y secos, con una temperatura cuyo promedio supera los 30 °C, y donde las temperaturas extremas suelen ser del orden de los 40 °C (en julio y agosto).
Los inviernos son suaves, con una temperatura media de unos 10 °C y temperaturas extremas de 0 a 8 °C (en diciembre y enero).

## Accesos
Por aire
El aeropuerto de Badajoz, a 70 km, gestionado por Aena con vuelos directos a Barcelona y Madrid y en época estival también a Gran Canaria, Palma de Mallorca, París y Valencia.
Por carretera
Desde el norte y el sur, por la Autovía Ruta de la Plata, A-66 (Salida 606) y  la N-630. Desde el Centro y Oeste, por la A-5, hasta Mérida y luego por la A-66 o N-630, dirección Cáceres. Por el oeste la Autonómica EX-214.
Por tren
La estación más próxima es la de Mérida, a 17 km, y la estación de Aljucén, a 18,80 km .

## Historia
El pueblo de Aljucén existía ya en tiempos romanos con la construcción de la calzada romana (siglo I a. C.) y un cementerio romano en el interior del mismo. Se cree que toma su nombre del río El Junciel (por las juncias que existían en él). En tiempo de Al-Áldalus, se lo conoció con el nombre árabe de Al-Junciel del que deriva su nombre actual. 
Tras la conquista cristiana, esta aldea formaba parte de la Encomienda de Mérida, también llamada Casas Buenas de Mérida, perteneciente a la provincia de León de la Orden de Santiago.
A la caída del Antiguo Régimen la localidad se constituye en municipio constitucional en la región de Extremadura. Desde 1834 quedó integrado en el Partido judicial de Mérida. En el censo de 1842 contaba con 66 hogares y 220 vecinos.

## Demografía
Aljucén cuenta con una población de 255 habitantes (INE 2024).
| Gráfica de evolución demográfica de Aljucén entre 1842 y 2021                                                         |
| |
| Población de derecho según los censos de población del INE. Población de hecho según los censos de población del INE. |

## Patrimonio
Al este del pueblo está la iglesia parroquial católica de San Andrés Apóstol, en la Archidiócesis de Mérida-Badajoz. Edificación gótica tardía, en la que destaca su curiosa portada oeste, con una inscripción monumental que recorre las arquivoltas.
Es parte de la Vía de la Plata romana, que luego fue el camino sur de peregrinación a Santiago de Compostela, encontrándonos en el kilómetro 740 de dicha Vía.

Hay un hotel rural que recrea una domus, una casa romana altoimperial con sus termas.

## Fiestas
En Aljucén se celebran las siguientes fiestas:
- Fiesta del Emigrante. Se celebra la segunda quincena de agosto, en fin de semana.
- Fiestas patronales de San Andrés. El 30 de noviembre. Se celebra el último fin de semana de noviembre.
- Romería: conocida popularmente como “la fuente de la peseta”, que se celebra el primer domingo de mayo.
- Romería de la confraternidad: organizada entre los tres municipios limítrofes: Aljucén, El Carrascalejo y Mirandilla. Se celebra el Domingo de Resurrección en El Carrascalejo.